# Uluabat Gölü
Der Uluabat Gölü, auch Apolyont Gölü, ist ein Gewässer in den Weiten der Provinz Bursa in der Marmararegion. Der große See bedeckt je nach Wasserstand eine Fläche von 135 bis 160 km², ist aber bei einer durchschnittlichen Tiefe von drei Metern ein flacher See. Der grob dreieckige See hat eine West-Ost-Ausdehnung von 23–24 km und ist von Nord nach Süd 12 km lang. Der See entstand durch tektonische Senkungen in der Region.

## Geologie und Hydrologie
Der Uluabat Gölü befindet sich zusammen mit dem westlich benachbarten Manyas Gölü in einer geologisch jungen tektonischen Senkungszone, die als das Manyas-Uluabat-Becken (MUB) oder Südmarmarabecken bezeichnet wird. Dieses Becken begann ab dem späten Miozän im Zusammenhang mit alpidischer Tektonik einzusinken. Zumindest die jüngste Phase der Beckenentwicklung (spätes Pliozän bis heute) wird in der Literatur einhellig der Aktivität der Nordanatolischen Störungszone (NAFZ) zugeschrieben, einer Transformstörung mit dextralem Bewegungssinn, die die Anatolische Kleinplatte nach Norden gegen die Eurasische Platte begrenzt. Hingegen wird die Subsidenz (Absenkung) der frühen Beckenphase (spätes Miozän bis frühes Pliozän) teilweise mit einem älteren Störungssystem, der Thrakien-Eskişehir-Störungszone (TEFZ), verknüpft. Die Mächtigkeit der durch die Flüsse (fluviatil) und die Seen (lakustrin) abgelagerten neogenen Sedimente, die den Hauptteil der Beckenfüllung ausmachen, beträgt lokal bis zu 400 m. Lakustrine Sedimente aus dem Quartär überlagern das Neogen infolge einer Inversionsphase im frühen Pliozän winkeldiskordant und sind nur im Beckenzentrum (d. h. im MUB sensu stricto) verbreitet.
Im Uluabat Gölü befinden sich acht Inseln, eine neunte ist je nach Wasserstand eine Halbinsel oder Insel. Die größte Insel ist die Halilbey-Insel, auf der es eine mittelalterliche Befestigung gibt. Der Mustafakemalpasa Cayi – ein Abschnitt des antiken Rhyndakos – speist den See und mündet im Südwesten in den Uluabat. Daneben stammt ein geringer Teil des Wassers aus Niederschlägen und unterirdischen Karstquellen. Als Abfluss fungiert der Uluabat Deresi, der im Westen des Sees austritt und über den Susurluk Çayı in das Marmarameer fließt.
Gemäß Messungen beträgt die durchschnittliche jährliche Niederschlagsmenge 650 mm mit einem Minimum im August (10,6 mm) und einem Maximum im Dezember (104,9 mm). Im August evaporiert mit 172,1 mm am meisten Wasser, während es im März am wenigsten ist (1,2 mm). Der pH-Wert des Wassers schwankt zwischen 7,45 und 10,60. Der hohe pH-Wert lässt sich durch die umfangreichen Kalkgesteine am See erklären. Dabei ist der nördliche Teil des Sees basisch, während in der Einmündung des Mustafakemalpasa Cayi das Wasser neutral ist.

## Ökologie und Umweltschutz
Der größte Teil des Ufers ist mit Wasserpflanzen wie Schilfrohr, Sumpf-Ziest, Binsen und Knotengras gesäumt, und hier besteht das größte Vorkommen an Weißen Seerosen in der Türkei. Da der Uluabat auf einer Wanderroute von Zugvögeln liegt, gibt es reiche Vorkommen an verschiedenen, teilweise gefährdeten Vogelarten. 1996 wurden an die 430.000 Vögel gezählt, womit der See zu einem bedeutenden Vogelbrutgebiet gehört. Zu den hier brütenden Vögeln gehört die Zwergscharbe, Moorente, Weißbart-Seeschwalbe und der Krauskopfpelikan. Laut einer Zählung der türkischen Umweltschutzgesellschaft DHKD (Doğal Hayatı Koruma Derneği) 1998 brüteten am See 823 Paare Zwergscharben, 105 Paare Nachtreiher, 109 Paare Rallenreiher und 48 Paare Löffler. In dem See gibt es 21 verschiedene Fischarten wie Karpfen, Rotfedern, Hechte, Welse und Aale. Darüber hinaus gibt es noch eine Anzahl an Säugetieren wie Dachse, Fischotter, Braunbrustigel, Goldschakale, Marder, Wildschweine, Wiesel und Hausspitzmäuse. Abgerundet wird die Fauna durch Amphibien und Reptilien.
Seit 1998 ist der Uluabat Gölü Teil der Ramsar-Konvention zum Schutz von Feuchtgebieten.
Am Eintritt des Mustafakemalpasa Cayi hat sich durch die Schwemmstoffe ein großes Delta mit kleinen Inseln, auf denen Schilf und Weiden wachsen, herausgebildet. Teile dieses fruchtbaren Bodens wurden abgeschnitten, trockengelegt und für die Landwirtschaft und Tierhaltung nutzbar gemacht.
Der Fluss ist stark verschmutzt, und trotz des Ramsar-Beitrittes vor einigen Jahren wurden noch keine diesbezüglichen Fortschritte erzielt. Durch die Industrialisierung der nahen Städte gelangen Abwässer von z. B. Gerbereien und Konservendosenfabriken über den Mustafakemalpasa Cayi in den See.

## Besiedlung und Geschichte
Besiedlungsspuren am See reichen bis 1200 v. Chr. zurück. Der See war ein Teil der Landschaft Bithynien. Der klassische griechische Name Apolloniatis (Απολλωνιάτις) leitete sich von der Stadt Apollonia ad Rhyndacum (heute das Dorf Gölyazı) am nordöstlichen Seeufer ab. Die Region war jahrhundertelang für die Seidenraupenhaltung bekannt. Mit dem Aufkommen synthetischer Fasern starb diese Industrie aus. Die Haupteinkommensquelle der heutigen 17 Dörfer um den See herum ist die Fischerei. Nördlich des Sees befindet sich die Schnellstraße D200 von Bursa nach Çanakkale. Größere Städte in der Nähe sind Mustafakemalpaşa und Karacabey.
Das alte Apollonia ad Rhyndacum lag auf einer Halbinsel in der nordöstlichen Ecke des Sees. Antike und mittelalterliche Reste der Stadt sind heute als Taş Kapı (Überreste der Burg) und Deliktaş (Wahrscheinlich Reste eines Aquädukts) bekannt, auch Ruinen eines Theaters sind vorhanden. Auf der westlich des Dorfes gelegenen Insel Kız Adası gibt es die Überreste eines Apollontempels. Aus dem 19. Jahrhundert stammt die Hagios-Georgios-Kirche, die die alte zerstörte Kirche gleichen Namens ersetzte. Die ursprünglich griechische Bevölkerung der Stadt wurde während des Osmanischen Reiches ab dem 14. Jahrhundert mit Türken vermischt. Nach dem Ersten Weltkrieg wurde im Zuge des Bevölkerungsaustauschs zwischen Griechenland und der Türkei die letzten Griechen ausgewiesen und an ihrer Stelle türkische Einwanderer aus Thessaloniki angesiedelt. Von der osmanischen Periode zeugen eine Moschee und ein Hammām unbekannten Alters.
Auf der zweitgrößten, heute unbewohnten Insel Manastır Adası gab es seit der Zeit des byzantinischen Reiches die Klosteranlage St. Konstantin (Hagios Konstantinos), von der heute noch Ruinen erkennbar sind. Die Anlage wurde bis in die Neuzeit hinein betrieben. Das Gründungsdatum des Klosters ist unbekannt, weil bei einer extensiven Restaurierung Ende des 18./Anfang des 19. Jahrhunderts große Bestandteile des Klosters ersetzt wurden. Unter dem Namen St. Konstantin ist es seit dem 16. Jahrhundert bekannt. Berichte und Erzählungen aus dem 9. Jahrhundert über ein Kloster auf dem See könnten sich auf St. Konstantin beziehen, sind aber laut Cyril Mango nicht verlässlich. Das Kloster ist im Kern eine Kreuzkuppelkirche, hat aber im Gegensatz zu den damaligen typischen byzantinischen Kirchen zwei Apsiden, die nach Ost und West schauen.
Andere klassische Namen des Sees waren Lacus Apolloniatis und der Artyniasee.

## Galerie

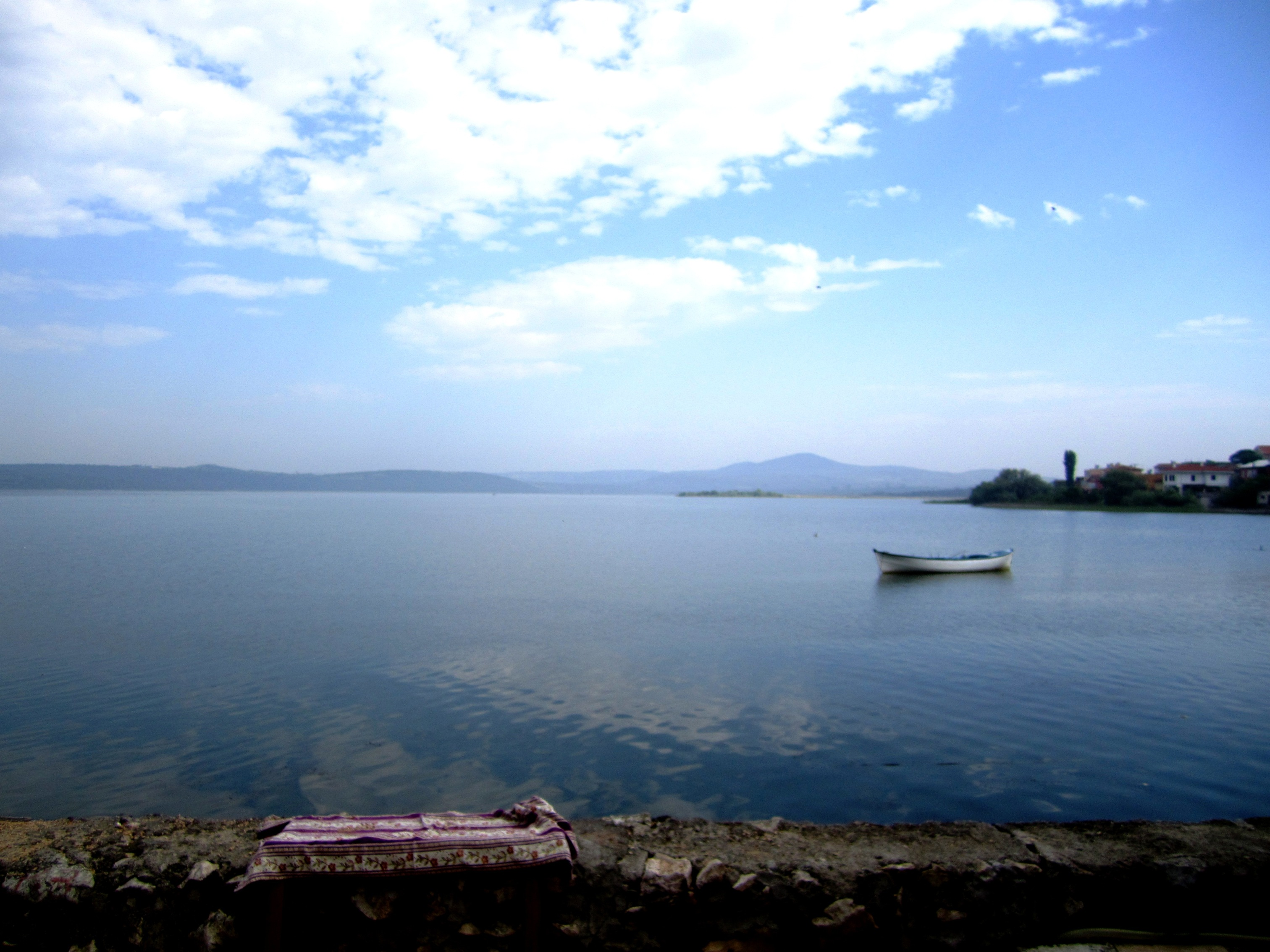
Der See von Gölyazı aus gesehen
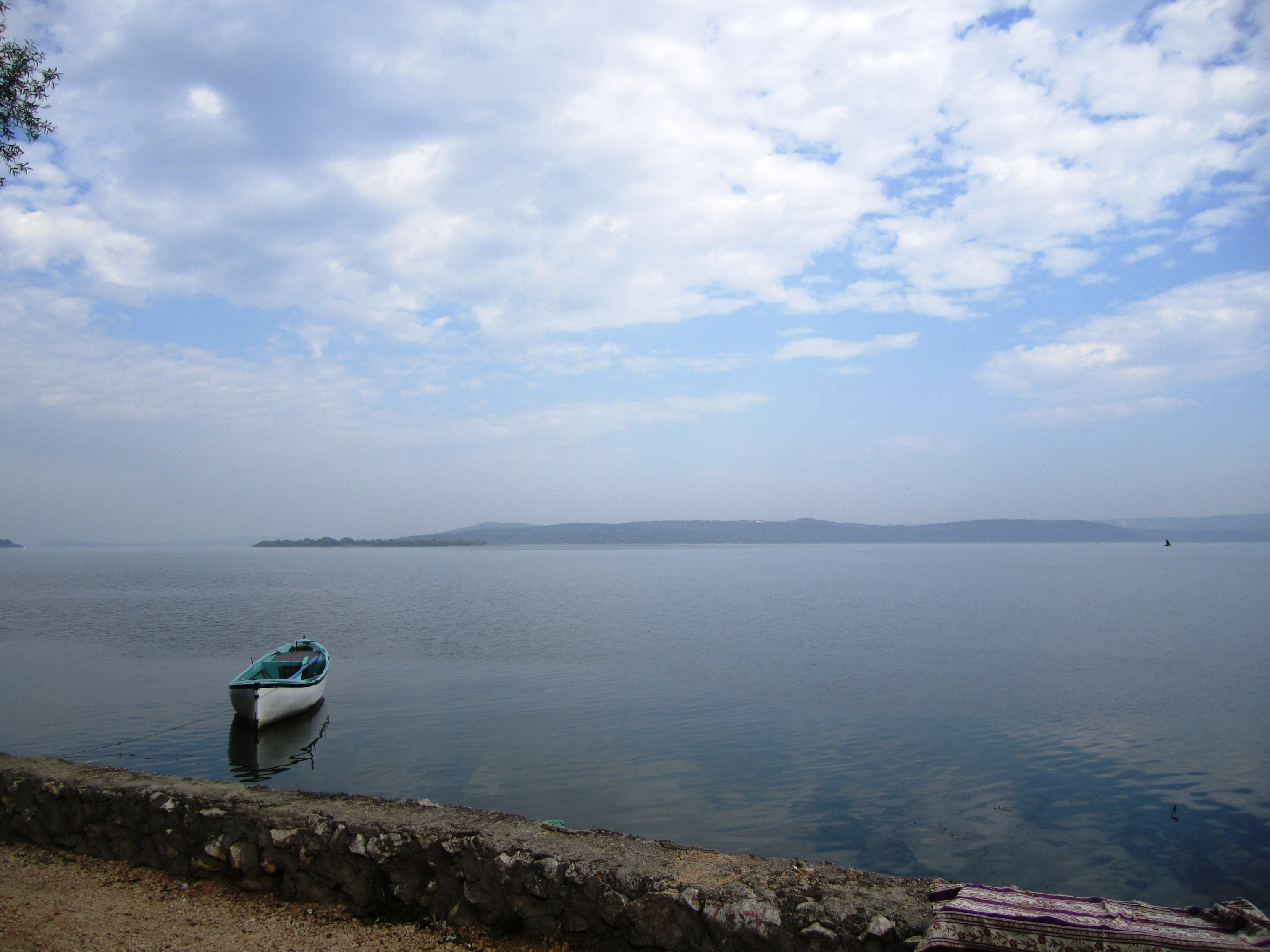
Eine andere Sicht auf den See
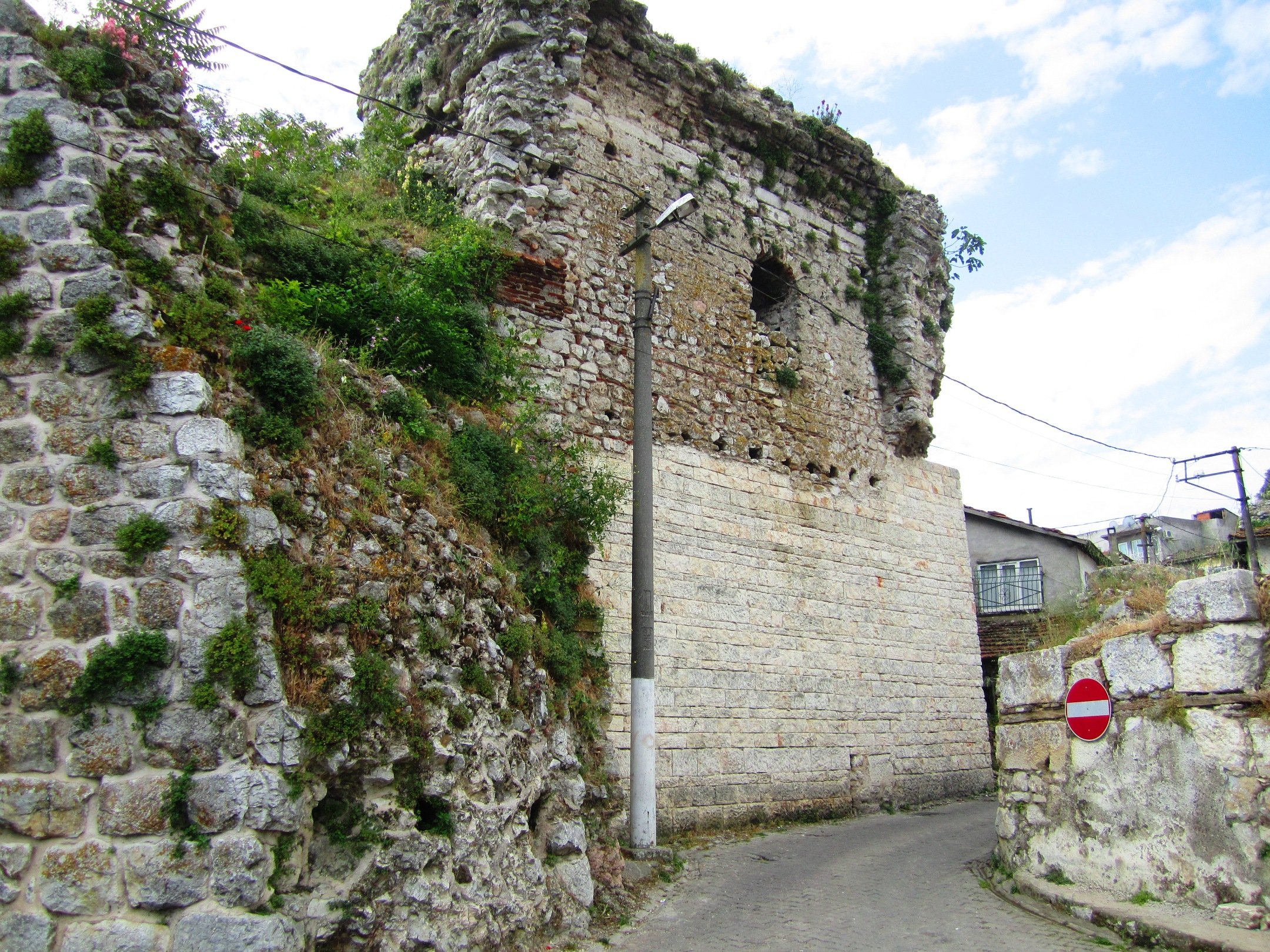
Antike Überreste in Gölyazı/Apollonia
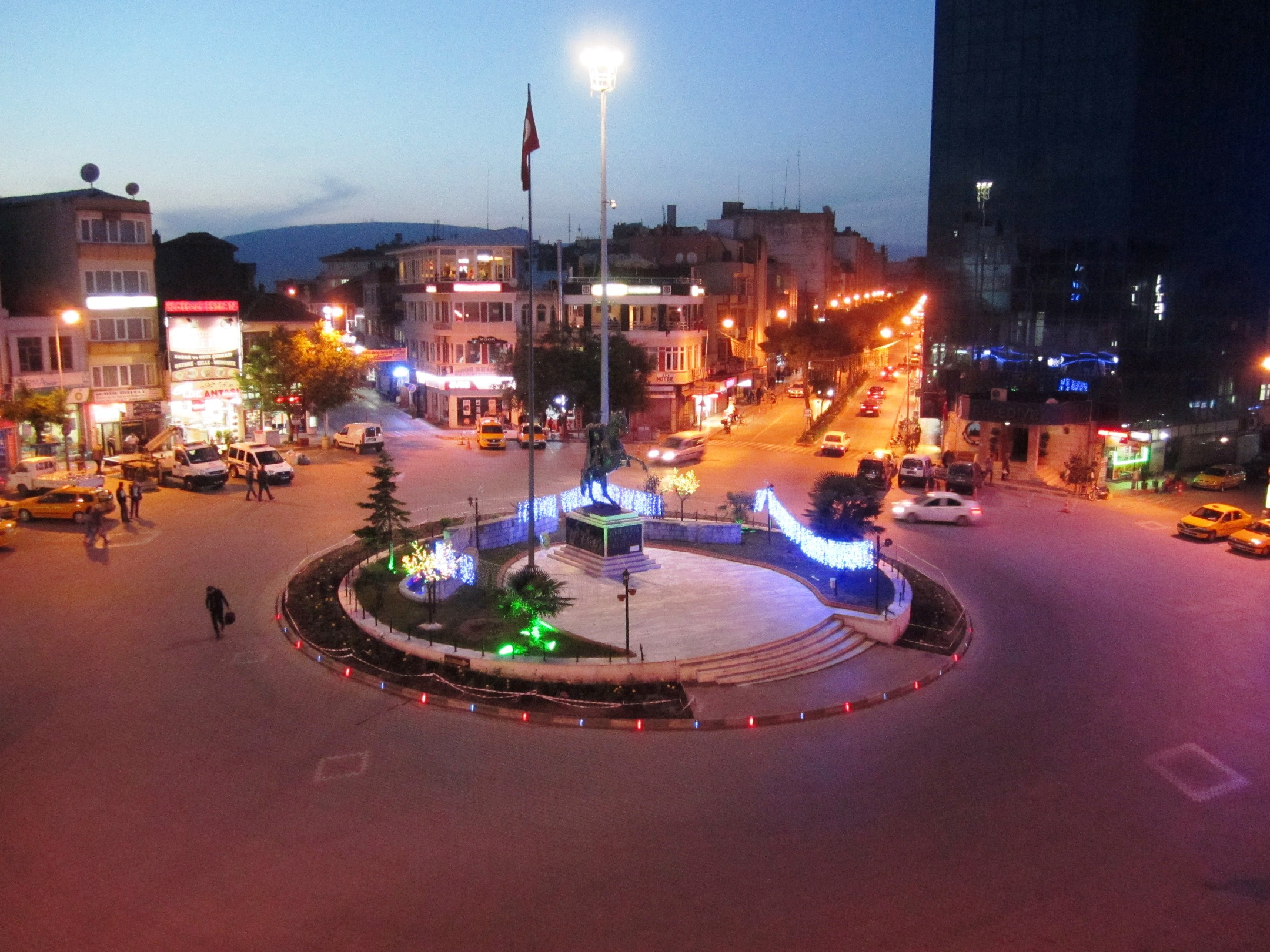
Kreisverkehr im Zentrum Karacabeys